# Chez soi (Breslau)
Pour les articles homonymes, voir Chez soi (homonymie) et Intimité (homonymie).
Chez soi ou Intimité est un tableau réalisé en 1885 par la peintre suisse Louise Catherine Breslau. Il est exposé au Musée des Beaux-Arts de Rouen depuis 2000.

## Description
Il s'agit d'une peinture à l'huile sur toile de 127 × 154 cm. La peintre a signé et daté, en bas à gauche : LBreslau 1885 (L & B entrelacés) et y a inscrit au dos : « S.D.b.g., LB. L. Breslau 1885 ».
Le tableau est acquis par le gouvernement français en 1921. Il fait successivement partie des collections du Musée du Louvre (1922-1946), puis du Musée national d'Art Moderne (1946-1980), avant d'être transmis au Musée d'Orsay à partir de 1981. Il est déposé en 2000 au musée des Beaux-Arts de Rouen où il est exposé aujourd'hui dans la collection permanente.

## Le sujet
Dans cette œuvre, l'artiste représente sa mère, Catherine Breslau, et sa sœur Bernardina Breslau, dans une scène familiale d'intérieur. 
Un chien de compagnie est présent au pied des personnages, comme souvent dans les peintures de Louise Catherine Breslau.